# Gyrinops salicifolia
Gyrinops salicifolia är en tibastväxtart som beskrevs av Ridley. Gyrinops salicifolia ingår i släktet Gyrinops och familjen tibastväxter. Inga underarter finns listade i Catalogue of Life.